# Mühle (Spiel)

Spielbrett

Mühle, in der Schweiz auch Nünistei („neun Steine“) oder Nünizie („neun ziehen“) genannt, ist ein Brett- und Strategiespiel für zwei Spieler. Das Spielbrett besteht aus drei ineinander liegenden Quadraten mit Verbindungslinien in den Seitenmitten. Als Spielfiguren werden gewöhnlich neun schwarze und neun weiße runde, flache Spielsteine verwendet, die meist aus Holz oder Kunststoff sind. Andere Farben sind auch möglich.
Gewonnen ist das Spiel,
1. sobald durch das Bilden sogenannter Mühlen (jeweils drei eigene Steine in einer Reihe) so viele gegnerische Steine geschlagen wurden, dass der Gegner nur noch zwei Steine übrig behält, oder
2. wenn die auf dem Spielbrett verbliebenen gegnerischen Steine so blockiert wurden, dass der Gegner nicht mehr ziehen kann.

## Allgemeines

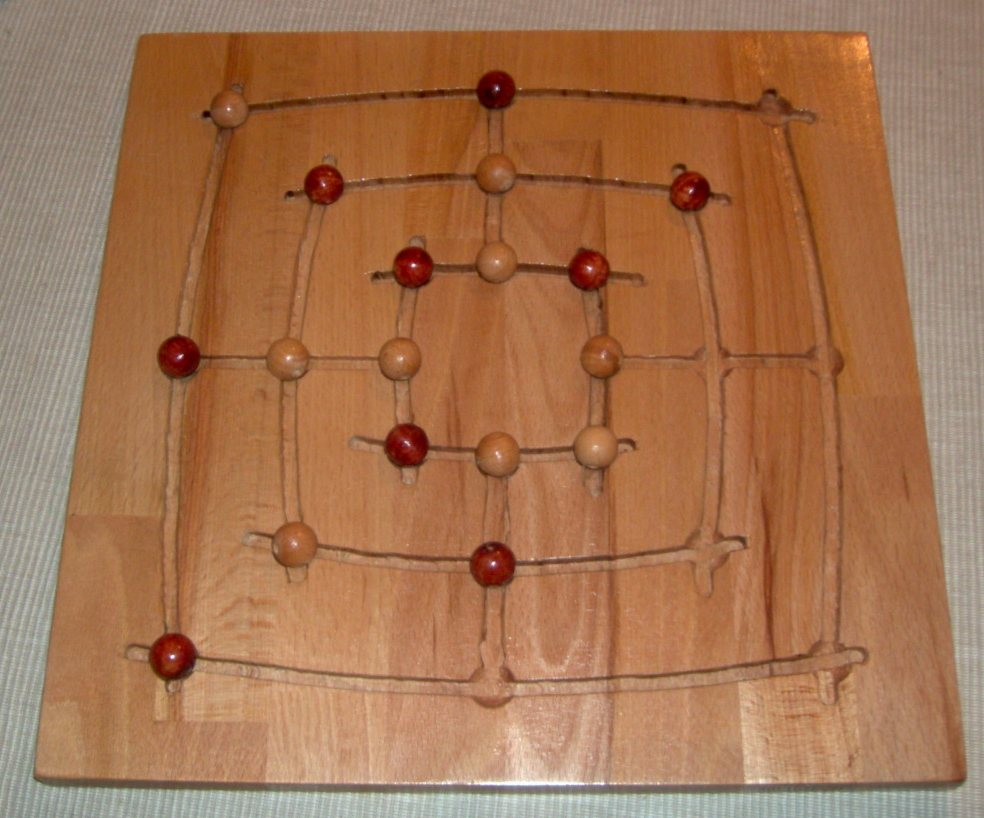
Ein Mühlespiel aus Holz

Mühle ist ein zufallsfreies Spiel mit perfekter Information, d. h. beide Spieler verfügen stets über die gleichen Informationen über das bisherige Spielgeschehen.
Das Spiel endet immer remis, wenn keiner der beiden Spieler einen Fehler macht. Der An- oder Nachziehende zu sein, macht bezüglich Gewinn oder Niederlage keinen Unterschied. Im Laufe des Spiels gibt es jedoch dem Nachziehenden einen Vorteil: Er setzt den letzten Stein auf das Brett und kann dabei einen möglichen Zugzwang berechnen.
Im Vergleich zum Schachspiel ist Mühle deutlich variantenärmer. Während beim Schach die Zahl der theoretisch möglichen Stellungen auf 2,28 · 1046 geschätzt wird, gibt es bei Mühle lediglich rund 1,8 · 1010 unterschiedliche (nicht durch Drehungen, Spiegelungen oder Vertauschen von innerem und äußerem Ring ineinander überführbare) Stellungen. Es gibt neun Milliarden Stellungen ohne Zugwiederholungen und 128 Milliarden mit Zugwiederholungen.

## Spielablauf
Das Spiel läuft in drei Phasen ab:
Setzphase
Die Spieler setzen abwechselnd je einen Stein, insgesamt je neun, auf Kreuzungs- oder Eckpunkte des Brettes
Zugphase
Die Spielsteine werden gezogen, das heißt, pro Runde darf jeder Spieler einen Stein auf einen angrenzenden, freien Punkt bewegen. Kann ein Spieler keinen Stein bewegen, hat er verloren.
Endphase
Sobald ein Spieler nur noch drei Steine hat, darf er mit seinen Steinen springen, das heißt, er darf nun pro Runde mit einem Stein an einen beliebigen freien Punkt springen. Sobald ihm ein weiterer Stein abgenommen wird, hat er das Spiel verloren.
Drei Steine einer Farbe, die in einer Geraden auf Feldern nebeneinander liegen, nennt man eine „Mühle“. Wenn ein Spieler eine Mühle schließt, darf er einen beliebigen Stein des Gegners aus dem Spiel nehmen, sofern dieser Stein nicht ebenfalls Bestandteil einer Mühle ist. Die offiziellen Turnierregeln erlauben seit 2010 das Schlagen eines Steines aus einer geschlossenen Mühle, wenn der Gegner nur noch Steine in geschlossenen Mühlen hat. Regional und teilweise auch in kommerziell vermarkteten Produkten wird dies jedoch anders gehandhabt.

## Strategie
Insbesondere während der Anfangsphase des Spieles ist es weniger wichtig, frühzeitig Mühlen zu bilden, als vielmehr eine große Beweglichkeit seiner Steine sicherzustellen. So sind die vier Kreuzungspunkte des Mühlebrettes bevorzugt zu besetzen, während die Eckpunkte zu meiden sind. Außerdem ist es beim Schlagen eines Steines meistens besser, eine zusätzliche eigene Mühle zu öffnen, als eine gegnerische Mühle zu verhindern.

„Zwickmühle“ (rot)

Besonders erstrebenswert sind folgende Situationen: Die roten Steine bilden eine sogenannte „Doppelmühle“ (manchmal „Zwickmühle“ genannt), das bedeutet, dass der rote Spieler bei jeder Runde eine Mühle schließen kann. Dies erlaubt ihm, die Steine des Gegners schnell zu dezimieren, ohne dass dieser eine wirksame Gegenmaßnahme ergreifen kann.
Eine gängige Strategie ist die „Zentrumsmühle“. Sie besteht darin, als anziehender Spieler zügig eine Mühle auf dem mittleren Ring anzustreben. Weiß versucht, zwei der zentralen Kreuzungspunkte und anschließend die Ecke zwischen diesen Kreuzungspunkten zu besetzen. Damit droht er mit zwei offenen Mühlen gleichzeitig. Erfahrene Schwarz-Spieler kontern, indem sie ebenfalls mit den ersten beiden Steinen Kreuzungen besetzen. Diese Strategie führt bei optimalem Spiel beider Kontrahenten zu Remis. Da ein solches Spiel jedoch schwer zu durchschauen ist und beide Spieler deshalb anfällig für Fehler sind, endet das Spiel in der Praxis vergleichsweise häufig mit dem Sieg eines Spielers.

## Spiel gegen Programme
Das eigentliche Spiel, das für jeden Spieler in der Suche nach einem möglichst kurzen oder originellen Pfad durch diesen Problemraum besteht, lässt sich aufgrund des Vorliegens der optimalen Lösungsstrategien mit objektiven Daten vergleichen. So lassen sich einerseits Minderleistungen und logische Fehler erkennen, aber es ist auch möglich, Programme anzusteuern, die im Rahmen verschiedener Parameter eine nahezu perfekte Spielweise ausführen – gemessen an der (bekannten) effektivsten Lösung für die jeweilige Situation. Da für den Spielgenuss aber auch individueller Stil, Traditionen, trickreich gestellte Fallen oder überraschende kreative Lösungen geschätzt werden, wird die Qualität eines Programms unter Spielern nicht allein an seiner logischen Stringenz gemessen.

## Turnierwesen

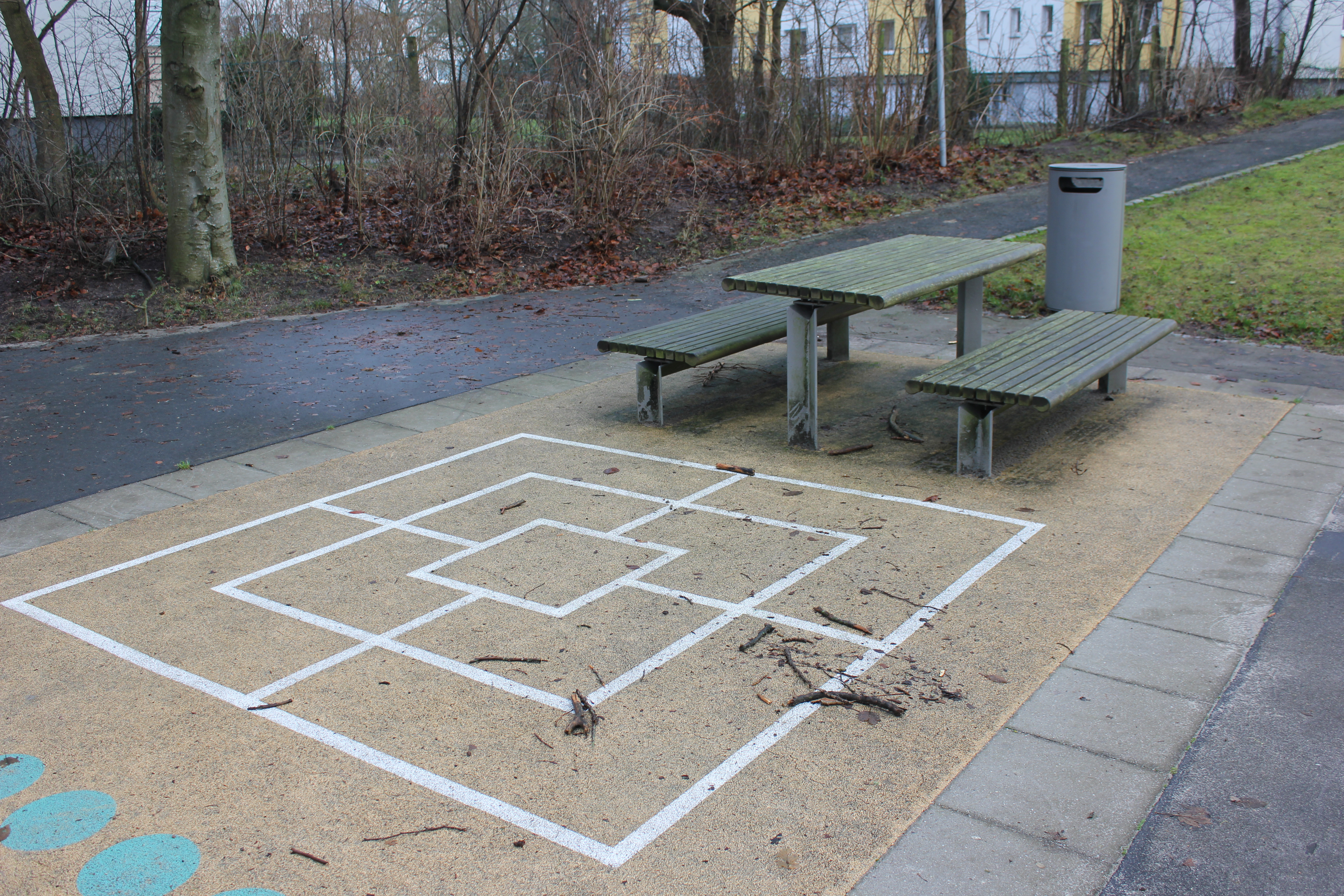
Ein großes Mühlespiel beim Twedter Plack in Flensburg-Mürwik

### Welt-Mühlespiel-Dachverband (WMD)
Das Turnierwesen wird durch den Welt-Mühlespiel-Dachverband, kurz WMD, geregelt. Er setzt nicht nur die genauen Spielregeln fest, sondern regelt auch den Turnierablauf. Wie beim Schach wird bei großer Teilnehmerzahl nach Schweizer System gespielt und bei kleiner Teilnehmerzahl vollrundig (jeder gegen jeden). Um die Zahl der unentschiedenen Spiele auf einem Minimum zu halten, wird grundsätzlich mit Zeitvorgaben gespielt. Je nach Rundenzahl wird mit 5, 7 oder 10 Minuten Bedenkzeit pro Spieler und Runde gespielt, wobei zur Kontrolle Schachuhren verwendet werden. Ziel des WMD ist es, das Mühlespiel weltweit zu fördern. Dem WMD bekannte Mühle-Turniere aus den Jahren 2005–2023 fanden in der Schweiz, Deutschland, Rumänien und Ungarn statt. Davor gab es gelegentlich auch in anderen Ländern Turniere.

### Titel
Der WMD vergibt ähnlich wie beim Schach zwei verschiedene Titel: Den Großmeister-Titel (GM) und den Meister-Titel (MM). Für den Großmeister-Titel sind zwanzig Turniersiege erforderlich, bzw. 20 Normenpunkte laut WMD-Regelung. Für den Meister-Titel sind 15 Podestplätze nötig. Turniere werden nur gezählt, wenn sie vorher dem WMD bekannt gegeben werden und gewisse Auflagen an Teilnehmer- und Rundenzahl erfüllen. Per Februar 2008 gibt es vier Großmeister und 20 Meister. Die Großmeister sind Markus Schaub als dominierende Persönlichkeit von 1982 bis 1992, Alain Flury, Manfred Nüscheler und Adrian Wenger.

### Meisterschaften
Der WMD veranstaltet seit 1996 eine Europameisterschaft. Bis 2004 fand diese jeweils an der Lenk in der Schweiz statt, von 2005 bis 2008 und 2017 in Passau, 2009 in Seeon bei Seebruck am Chiemsee, ab 2010 bis 2016 in München, 2018 in Budapest und 2019 in Augsburg. Mit elf Titeln ist GM Alain Flury (CH) der erfolgreichste Spieler bei Europameisterschaften. Weitere Europameister sind GM Adrian Wenger (Schweiz, zwei Titel), GM Markus Schaub (Schweiz, ein Titel), Jakub Borlik (Polen, ein Titel), Matthias Lorenz (Deutschland, ein Titel), Karl-Heinz Andraschko (Deutschland, zwei Titel) sowie György Bándy (Ungarn, fünf Titel). Stand Mai 2019.
Von 1987 bis 1997 fand im englischen Hutton-Le-Hole eine Weltmeisterschaft statt. Mit vier Titeln führend ist MM Andy Fawbert (Großbritannien). Je einen Titel weisen auf: MM Mike Sunley (Großbritannien), MM Anthony Eddon (Großbritannien), MM Raymond Thompson (Großbritannien), MM Eric Weldon (Großbritannien), GM Markus Schaub (Schweiz), GM Adrian Wenger (Schweiz) und MM Franz Beyeler (Schweiz).

### Vereinswesen
Es gibt in der Schweiz zwei Mühlespielvereine: 1974 entstand in der französischsprachigen Schweiz der Club de Charret de Granges-Marnand. Dieser Klub organisierte nebst Klubturnieren auch Tourneen durch die Westschweiz, wobei MM Angelo Fuschetto die Szene in der Westschweiz bis heute weitgehend dominiert. 1978 entstand der Mühlespielverein Bern. Dieser Klub brachte mit Hans Schürmann, Markus Schaub, Manfred Nüscheler, Alain Flury und Adrian Wenger so starke Mühlespieler hervor, dass nahezu alle international bedeutenden Turniere ab 1996 bis 2012 von diesem Klub gewonnen werden konnten.
Verschiedene Versuche, in Deutschland einen Klub mit regelmäßigen Treffen zu etablieren, schlugen fehl, so dass sich die besten Spieler jeweils über Internet duellieren.

## Varianten
- Lasker-Mühle mit zwei Regeländerungen: (1) Die beiden Phasen werden nicht voneinander getrennt, d. h., es steht den Spielern frei, einen Stein zu ziehen oder einen Stein zu setzen. (2) Es wird mit je zehn Steinen gespielt.
- Die Afrikanische Mühle, auch als Achi bekannt, besteht aus neun Feldern, die miteinander verbunden sind, und die Spieler haben nur vier Steine. Das Spiel ähnelt damit dem bekannten Tic-Tac-Toe
- Bei einer weiteren afrikanischen Variante des Mühlespiels, genannt Morabaraba, werden zwölf Steine verwendet und auf den Diagonalen können ebenfalls Mühlen gebildet werden. Die Steine werden Kühe (cows) genannt. Auch wenn bei einem Zug mehr als eine Mühle gebildet wird, darf doch nur ein Stein vom Gegner entfernt werden.[5]

Spielfeld für Morabaraba

- Es gibt auch Spielvarianten, bei denen die drei Quadrate des Spielbrettes durch regelmäßige Fünf- oder Sechsecke ersetzt sind. Die Anzahl der Spielsteine je Spieler steigt dann auf elf oder 13 an, die Regeln bleiben sonst gleich.
- Die Radmühle (auch Rundmühle) ist eine angebliche römische Variante mit drei Steinen pro Person, die jedoch eine Theorie des frühen 20. Jahrhunderts ist (siehe unten).
- Auch gibt es zwei Varianten, die das Mühlespiel in die dritte Dimension verlagern: Bei der Raummühle versucht man, auf 4×4-Stäben eine Reihe von vier Kugeln zu bekommen. Die Regeln sind ähnlich wie bei Vier gewinnt. Bei der Variante „Kubusmühle“ handelt es sich um drei ineinander geschachtelte Würfel, die so mit Stäben verbunden sind, dass jede Seite des größten Würfels ein Mühlebrett bildet. Nun wird quasi auf sechs Mühlebrettern gleichzeitig gespielt. Die Regeln gleichen denen des klassischen Mühlespiels. Die Anzahl der Spielsteine ist jedoch auf 18 erhöht und ab sieben verbliebenen Spielsteinen darf gesprungen werden.
- In der Variante des somalischen Shax oder Jar haben während der Setzphase gebildete Mühlen nicht sofort die Entfernung eines gegnerischen Spielsteins zur Folge.
- Ein fünfeckiges Mühlespiel unter dem Titel DAS KANN JEDER für zwei bis fünf Personen ist 1966 beim Otto Maier Verlag Ravensburg erschienen.

## Kulturgeschichte

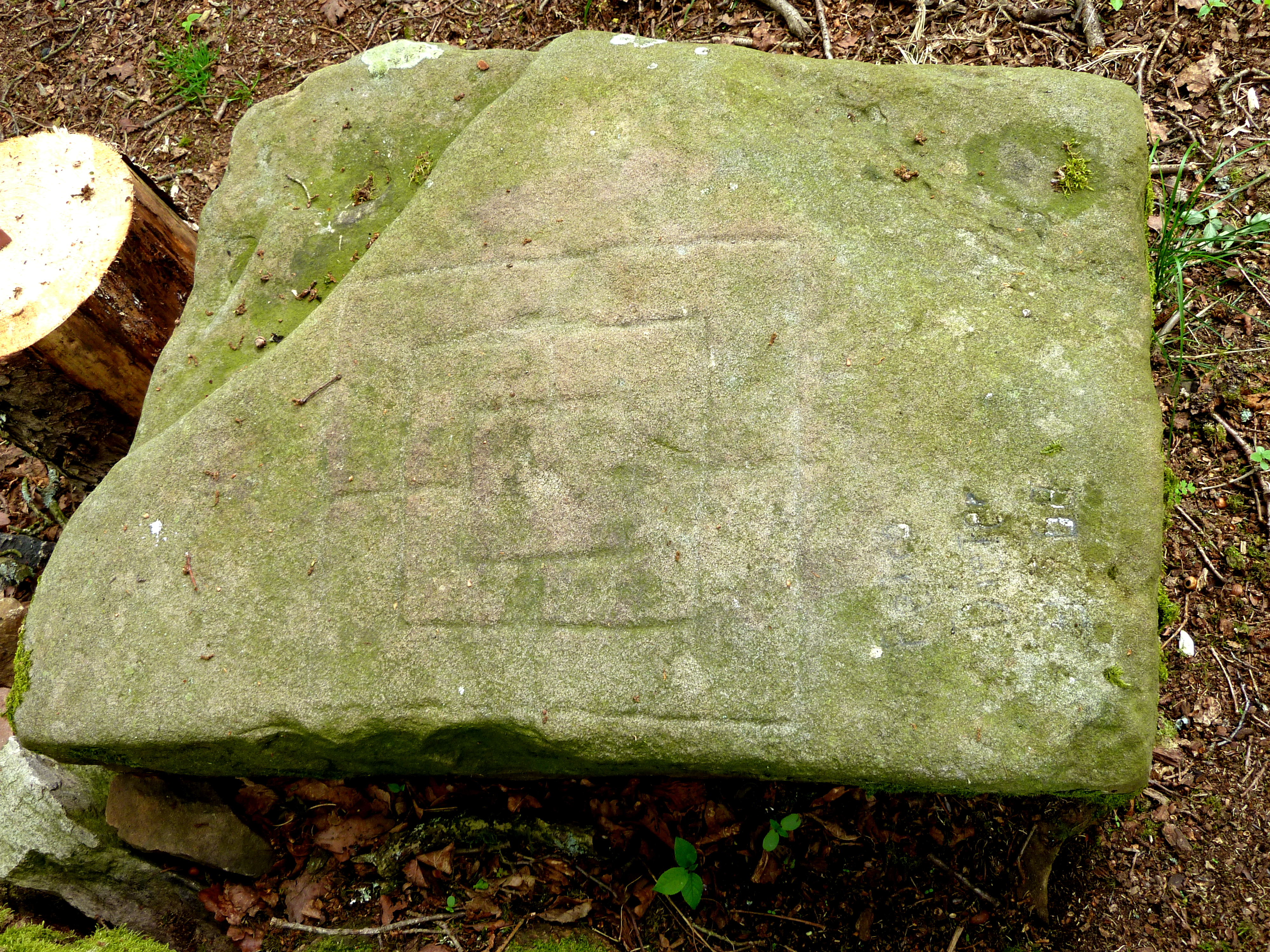
Oberseite des Bredensteins mit Einritzung

Das Linienmuster des Mühlespiels ist in Form von Petroglyphen in Zeichensteinen, Höhlen und Felswänden kulturübergreifend mindestens seit dem Neolithikum belegt. Da viele der Einritzungen an waagrechten oder schlecht erreichbaren Stellen erfolgt sind, werden sakrale Gründe wie Abwehrzauber vermutet.

Mühle-Petroglyphen
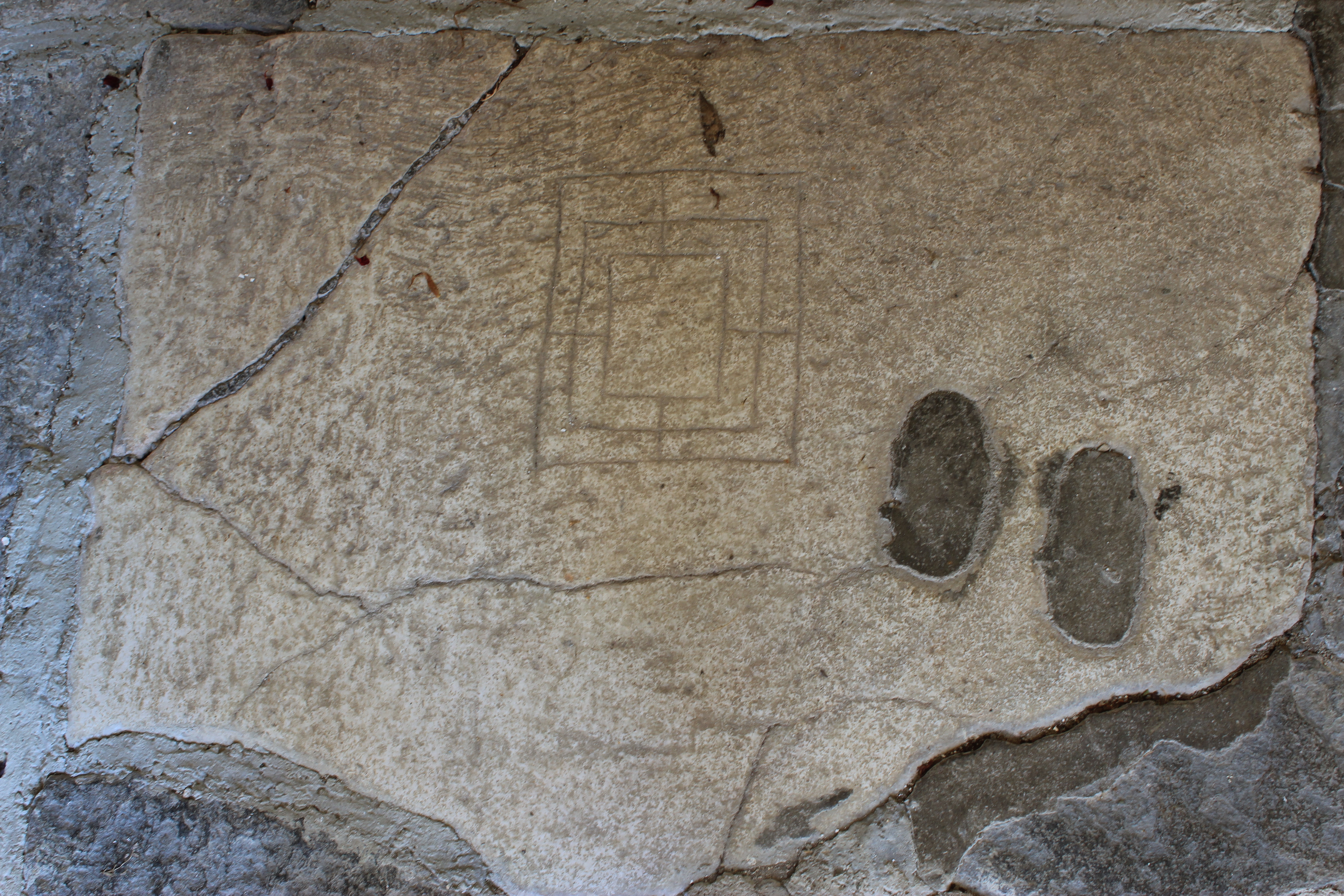
Römerstein (um 300) in St. Martin
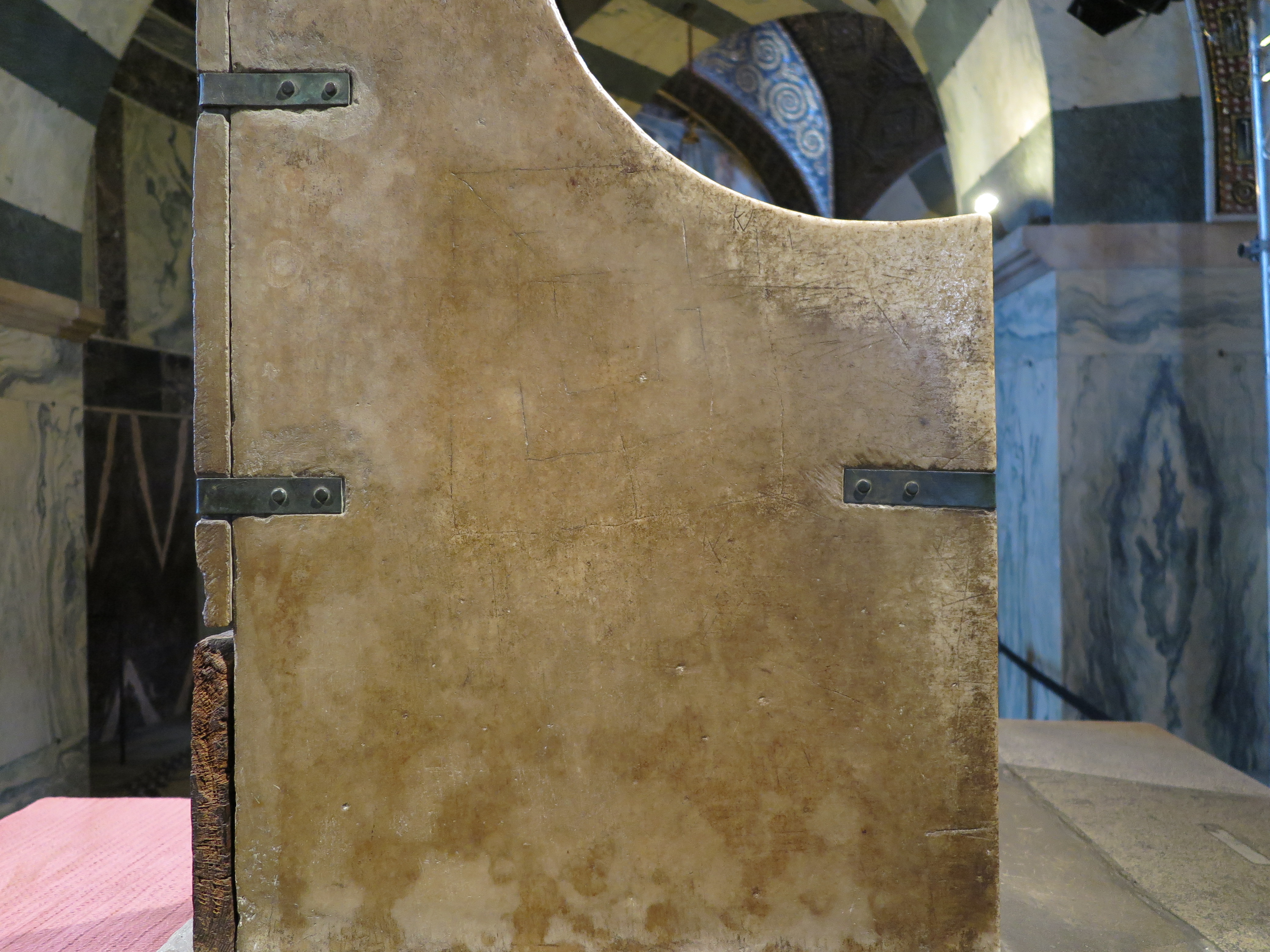
Eingeritzte Mühle-Petroglyphe am Aachener Königsthron (um 800)
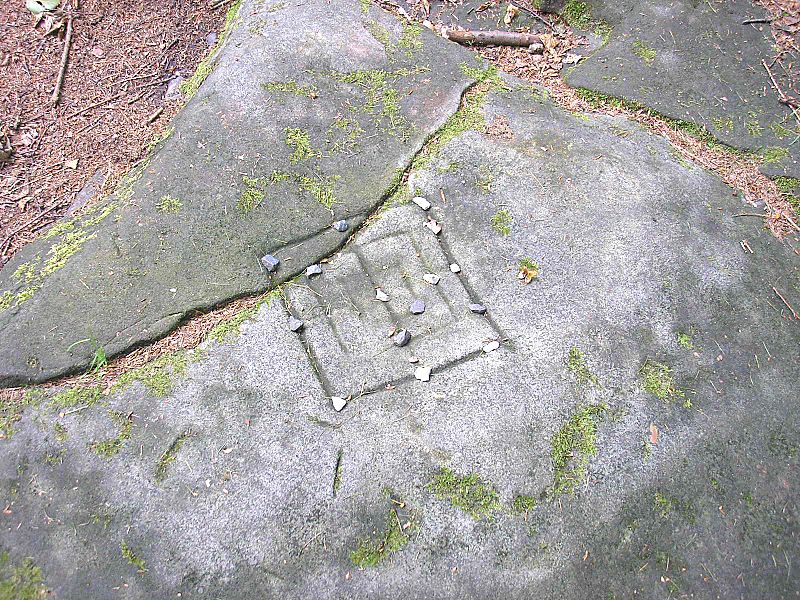
Mittelalterliche Mühle-Petroglyphe auf dem Felsburgstall Teufelsstein in den fränkischen Haßbergen
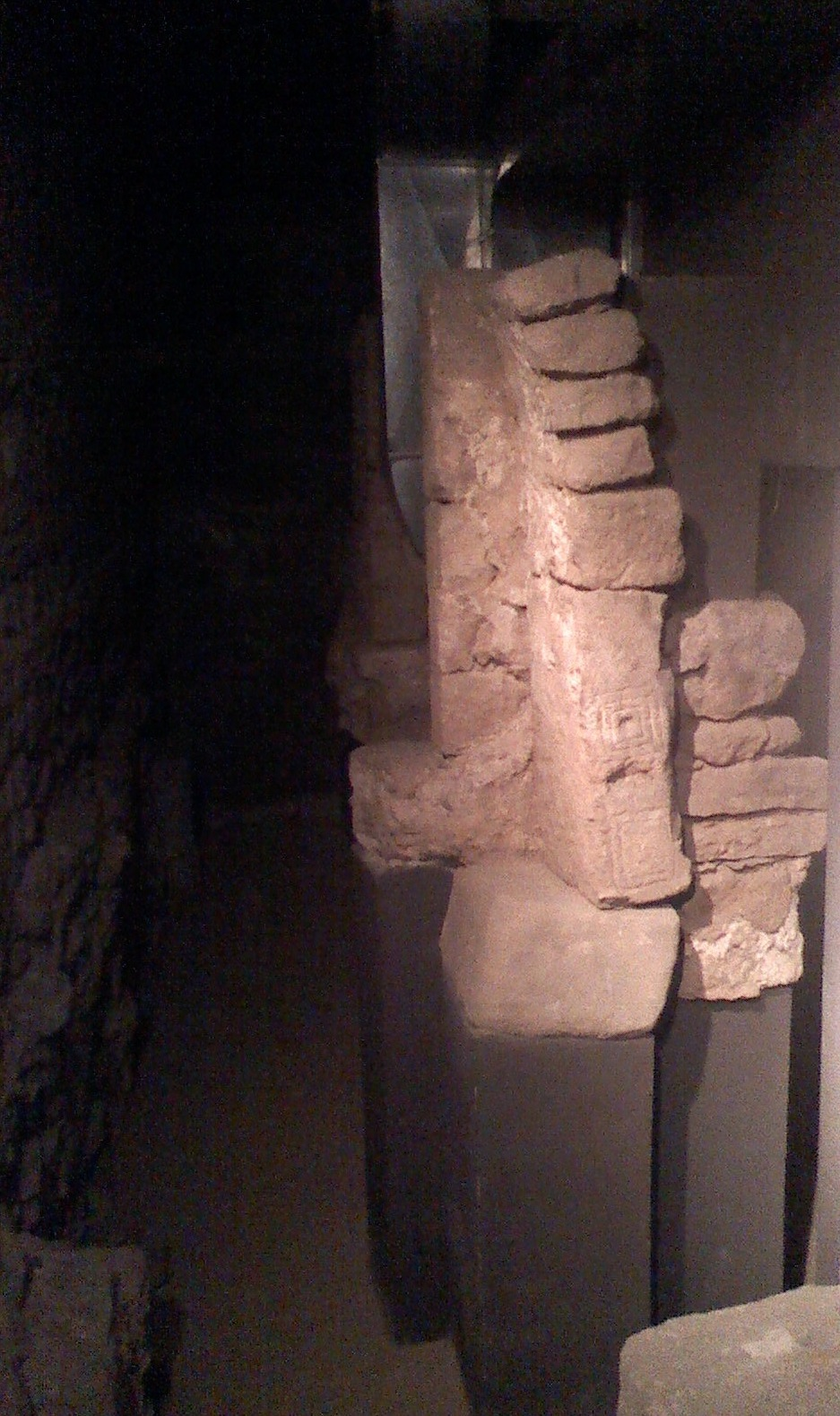
Mühle-Petroglyphe, Barcelona Kathedrale

Beginn und Herkunft der Nutzung der Linienfolge als Spiel sind schwer zu bestimmen. Zwar sind Mühlemuster in den Dachplatten des Sethos-Tempels in el-Qurna, der im 14. Jahrhundert v. Chr. errichtet wurde, dokumentiert, doch lassen sich die Muster nicht datieren und stammen eher aus nachantiker Zeit.
Ob die große Mühle im antiken Rom bekannt war, ist unsicher. Die an verschiedenen antiken Stätten in die Marmorfußböden eingeritzten Mühlemuster lassen sich kaum gesichert datieren. Manche dieser Muster finden sich auch hier an senkrechten Flächen, so dass nicht sicher gesagt werden kann, ob ein Mühlemuster tatsächlich als Spielbrett diente oder eine symbolische Funktion besaß. Ein Beispiel findet sich am Königsthron Karls des Großen in der Aachener Pfalzkapelle, wo man noch heute auf einer der Marmorplatten, aus denen der Thron besteht (und die angeblich aus der Grabeskirche in Jerusalem stammen sollen) die Linien eines Mühlespiels erkennen kann. Ob die Ritzung aus einer Zeit stammt, in der die Platte horizontal lag, und ob sie als Spielbrett diente, ist unklar.
Sicher nachgewiesen ist das große Mühlespiel in Europa erst in byzantinischer Zeit.

### Die kleine Mühle
Bereits in römischer Zeit bekannt war die sogenannte Kleine Mühle, also die Mühle mit zweimal drei Steinen. Dieses Spiel scheint Ovid zu meinen, wenn er (Ars amatoria III, 365–66; Tristia, II, 480–81) schreibt: „Parva sit ut ternis instructa lapillis / In qua vicisse est continuasse suos“ (Wie mit je drei Steinen ein kleines Brett belegt wird, / Auf dem zu gewinnen heißt, seine verbunden zu haben). Aus der römischen Antike sind drei Formen dieser Kleinen Mühle bekannt: 1. das einfach durchkreuzte Quadrat, 2. das orthogonal und diagonal durchkreuzte Quadrat, 3. das durchkreuzte Quadrat mit eingeschriebenem Rhombus.
Die älteste Beschreibung der Kleinen Mühle in einer europäischen Sprache findet sich im „Libro de los juegos“ Alfons’ X. von Kastilien und Leon. Er gibt auch eine Gewinnstrategie für den Anfangsspieler der Kleinen Mühle an und stellt das Spiel als Kinderspiel dar.

### Rund- oder Radmühle (Fehldeutung)
Seit Carl Blümleins 1918 veröffentlichter Musterpartie wurden die zahlreich in antike Marmorfußböden eingeritzten Radmuster als kreisrunde Form der Kleinen Mühle angesehen. In jüngster Zeit ist diese Deutung jedoch praktisch widerlegt worden. Die sogenannte Rund- oder Radmühle, die ohnehin nirgendwo auf der Welt nachgewiesen ist, gab es wohl nie.

### Mühle mit Würfeln

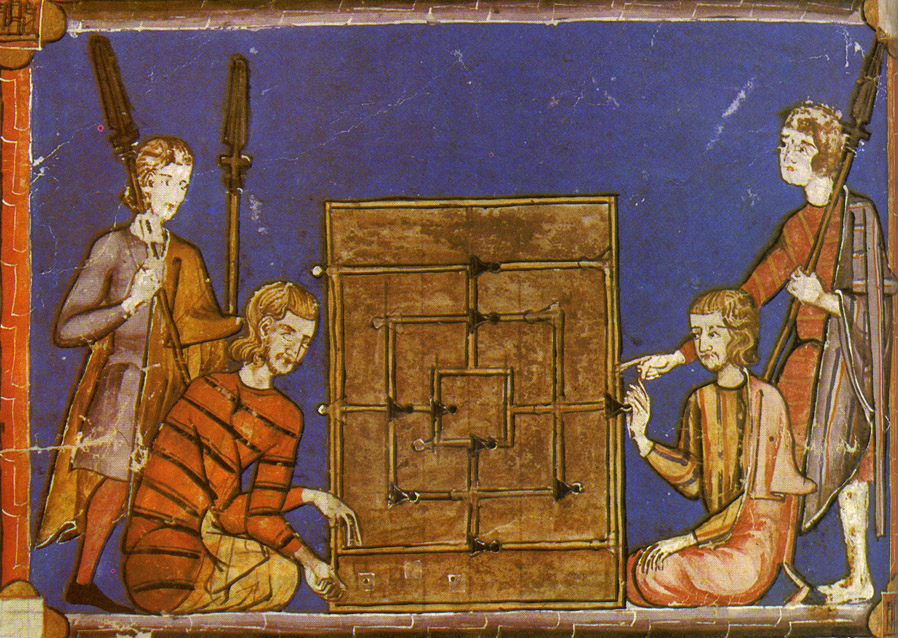
Eine Illustration des Mühlespiels (mit Würfeln) aus dem 13. Jahrhundert im Libro de los juegos

Für die große Mühle mit zweimal neun Steinen beschreiben der anonyme Autor von „De Vetula“ (Verse I 636–646) und Alfons’ X. von Kastilien und Leon im „Libro de los juegos“ auch eine Variante mit drei Würfeln. Dabei war es einem Spieler erlaubt, vor seinem Zug zu würfeln und bei einem Ergebnis von 6-5-4, 6-3-3, 5-2-2 oder 4-1-1 mit einem Stein zu springen, um eine Mühle zu bilden.

### Mittelalterliche Wettaufgaben
Im Mittelalter wurden für das Mühlespiel, genau wie für Schach und Backgammonspiele, Wettaufgaben komponiert. Solche finden sich in Handschriften, die unter dem Titel „Bonus Socius“ und „Civis Bononiae“ bekannt sind. Bereits in der ältesten erhaltenen Handschrift der „Bonus Socius“-Gruppe in der Biblioteca Nazionale Centrale in Florenz mit der Signatur B.R. 241 werden neben 194 Schach- und elf Backgammonproblemen auch 24 Mühleaufgaben beschrieben. Mühleprobleme wurden anhand derjenigen aus den Manuskripten H. 279 in Montpellier sowie Lat. 10286 und F.Fr 1173 in der Französischen Nationalbibliothek Paris bekannt gemacht. Die Aufgaben sind ähnlich aufgebaut wie mittelalterliche Schachprobleme: Eine Position mit allen Sonderbedingungen wird vorgestellt und dem Spielpartner die Wahl der Steine überlassen, was gleichzeitig bedeutete, dass mit den gewählten Steinen das Spiel gewonnen werden sollte. Eine festgelegte Anzahl Züge gibt es nicht, doch manchmal spezielle Spielregeln, die im gewöhnlichen Spiel nicht gelten, so etwa Steine, die nur einmal oder gar nicht gezogen werden dürfen. In anderen Fällen können alle Steine auf jeden beliebigen Punkt springen. Manche Aufgaben sind so gestellt, dass eine Partei verloren hat, wenn es der anderen Seite gelingt, einen einzigen Stein zu schlagen. In wenigen anderen Fällen, die als wenig anspruchsvoll galten, gewinnt der Spieler, dem es zuerst gelingt, eine Mühle zu machen.
Seit dem 15. Jahrhundert fand das Mühlespiel seinen festen Platz auf der zweiten Außenseite der klappbaren Spielkästen für Schach, Mühle und Backgammon.